# Climacia punctulata
Climacia punctulata là một loài côn trùng trong họ Sisyridae thuộc bộ Neuroptera. Loài này được Flint miêu tả năm 2006.